# Aéroport de Zhongwei Shapotou
L'aéroport de Zhongwei Shapotou ((zh)) (code IATA : ZHY • code OACI : ZLZW) est un aéroport desservant la ville de Zhongwei dans la province autonome du Ningxia, en Chine. Il est situé à 9 kilomètres au nord-ouest de la ville.
Son activité a débuté le 26 décembre 2008,, et est appelé à l'origine Aéroport de Zhongwei Xiangshan (中卫香山机场). Il prend son nom actuel en août 2012 afin de promouvoir Shapotou, une attraction touristique locale

## Statistiques
Pour des raisons techniques, il est temporairement impossible d'afficher le graphique qui aurait dû être présenté ici.

Voir la requête brute et les sources sur Wikidata.

## Compagnies aériennes et destinations
| Compagnies             | Destinations                    |
| ---------------------- | ------------------------------- |
| Chengdu Airlines       | Chengdu-Shuangliu               |
| China Eastern Airlines | Hefei, Nankin, Xi'an-Xianyang   |
| Juneyao Airlines       | Shanghai-Pudong, Xi'an-Xianyang |
| Sichuan Airlines       | Pékin-Capitale, Ürümqi-Diwopu   |

Édité le 14/04/2018